# Hampsonodes saturatior
Hampsonodes saturatior är en fjärilsart som beskrevs av Embrik Strand 1921. Hampsonodes saturatior ingår i släktet Hampsonodes och familjen nattflyn. Inga underarter finns listade i Catalogue of Life.